# Anatoli Asirowitsch Goldberg

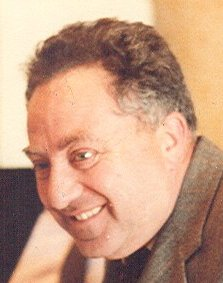
Anatoli Goldberg, Leningrad 1982

Anatoli Asirowitsch Goldberg (russisch Анатолий Асирович Гольдберг, ukrainisch Анатолій Асірович Гольдберг/ Anatolij Asirowytsch Holdberh englische Transkription Anatolii Asirovich Goldberg; * 2. April 1930 in Kiew; † 11. Oktober 2008 in Netanja) war ein aus der Ukraine stammender israelischer Mathematiker, der sich mit Funktionentheorie befasste.

## Leben
Goldberg war der Sohn eines Arztes. Er wuchs in Saporischschja auf und war während des Zweiten Weltkriegs mit seiner Familie evakuiert. Nach dem Krieg ging die Familie nach Lemberg. Er studierte Mathematik an der Nationalen Iwo-Franko-Universität Lemberg mit dem Abschluss 1952. Wichtig für seine Entwicklung war hier unter anderem Lew Wolkowiski (Lev Volkovyskii), ein Schüler von Michail Lawrentjew, der im Seminar über Funktionentheorie nach dem Buch von Rolf Nevanlinna über eindeutige analytische Funktionen vorging. Ein weiterer seiner Lehrer war Iwan Sokolow (1903–1993). Die Dissertation war über das Inverse Problem in der Wertverteilungstheorie von Rolf Nevanlinna und führte zu wichtigen Fortschritten auf diesem Gebiet, die er in mehreren Arbeiten bis 1954 veröffentlichte. Als Jude konnte er in der letzten Phase von Stalins Herrschaft nicht promovieren (Kandidatentitel in der Sowjetunion) und auch nach Stalins Tod 1953 wurde er nur als Externer zu den Prüfungen und die Erstellung der Dissertation zugelassen. 1955 erfolgte die Promotion und einer der Prüfer, Boris Lewin, empfahl ihn daraufhin an den Professor in Charkiw Jossif Ostrowski, mit dem er eine Zusammenarbeit begann. Nach seiner Promotion lehrte er bis 1965 an der Staatlichen Universität Uschhorod, habilitierte sich 1965 (russischer Doktortitel, Titel der Dissertation: Die Wertverteilung und asymptotische Eigenschaften ganzer und meromorpher Funktionen) und war danach bis zu seiner Emeritierung 1997 Professor in Lemberg. Ab 1997 war er Professor an der Bar-Ilan-Universität.
Er befasste sich mit geometrischer Funktionentheorie, Riemannschen Flächen, ganzen und meromorphen Funktionen und mit Wertverteilungstheorie, worüber er mit Jossif W. Ostrowski ein Standardwerk schrieb. Beispielsweise konstruierte er meromorphe Funktionen mit unendlich vielen Defektwerten, löste das inverse Problem der Nevanlinna-Theorie für endlich viele Defektwerte und entwickelte eine Integrationstheorie für sub-additive Maße.
Die Goldberg-Konstanten und verschiedene andere mathematische Begriffe und Vermutungen sind nach ihm benannt.
1992 erhielt er mit Ostrowski und Boris Jakowlewitsch Lewin den Staatspreis der Ukraine.

## Schriften
- mit I. Ostrovskii: Distribution of values of meromorphic functions. American Mathematical Society, 2008 (zuerst Moskau, Nauka 1970)